# Eero Varis

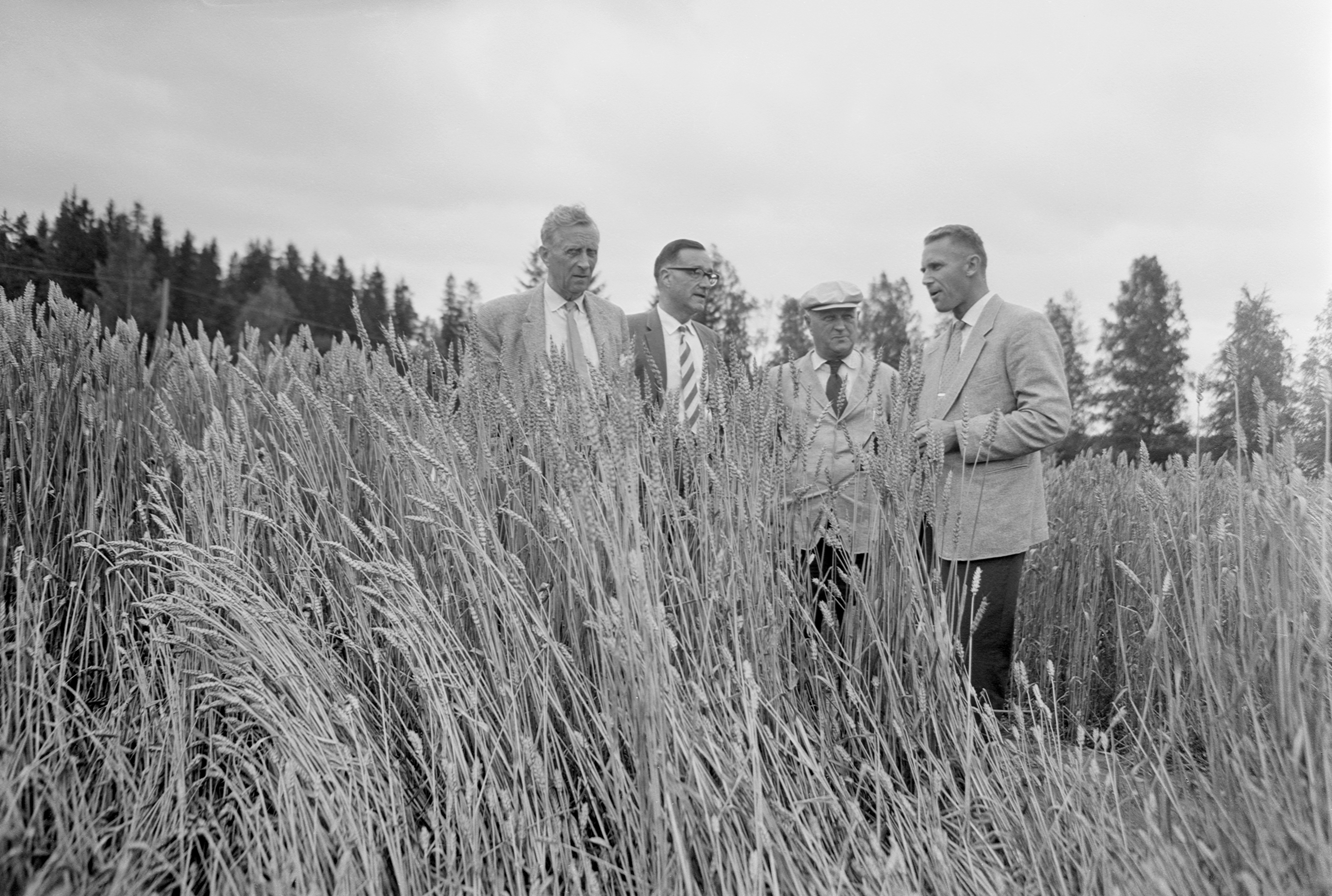
Eero Varis (t.h.) år 1960 i Tusby.

Eero Aulis Varis, född 9 augusti 1928 i Konnevesi, död 18 september 2015 i Tammerfors, var en finländsk växtfysiolog. Han var gift med entomologen Anna-Liisa Varis.
Varis blev agronomie- och forstdoktor 1972. Han arbetade 1955–1976 vid Hankkijas växtförädlingsanstalt, från 1968 som chef för dess brödsäds- och potatisavdelning samt 1974–1976 som biträdande direktör för anstalten. Han var 1976–1990 professor i växtodling vid Helsingfors universitet. Han innehade flera förtroendeuppdrag inom sitt område, bland annat som medlem av direktionen för Statens frökontrollanstalt 1977–1986 samt medlem i direktionen för potatisodlarsällskapet Suomen perunaseura 1965–1985 (ordförande 1983–85).
Varis var en framstående potatisforskare och skrev drygt 400 artiklar om växtodling. 

### Uppslagsverk
- Varis, Eero i Uppslagsverket Finland (webbupplaga, 2012). CC-BY-SA 4.0